# C.J. Williams (regista)
C.J. Williams, all'anagrafe Charles Jay Williams, (New York, 1859 – New York, 1945), è stato un regista, attore e sceneggiatore statunitense.

## Biografia
Regista del cinema muto, lavorò negli anni dieci del primo Novecento. Tra il 1910 e il 1919, diresse oltre un centinaio di pellicole. Apparve come attore anche in qualche film, ne produsse uno e ne firmò un paio come sceneggiatore.
Sua moglie Ida Williams, attrice caratterista, apparve in numerosi dei suoi film spesso usando, secondo l'uso anglosassone, il nome da sposata di Mrs. C.J. Williams.

## Filmografia

### Regista (parziale)
- Amateur Night – cortometraggio (1910)
- How the Telephone Came to Town – cortometraggio (1911)
- The Rise and Fall of Weary Willie – cortometraggio (1911)
- Logan's Babies – cortometraggio (1911)
- Ludwig from Germany – cortometraggio (1911)
- The Living Peach
- The Bo'Sun's Watch
- The Troubles of A. Butler
- John Brown's Heir
- The Daisy Cowboys
- An International Heart Breaker (1911)
- Stage-Struck Lizzie
- Pat Clancy's Adventure
- The Bachelor's Waterloo (1912)
- Everything Comes to Him Who Waits (1912)
- The Lost Kitten (1912)
- Her Polished Family (1912)
- Dress Suits in Pawn (1912)
- Percival Chubbs and the Widow (1912)
- Two Knights in a Barroom (1912)
- Is He Eligible? (1912)
- A Tenacious Solicitor (1912)
- Blinks and Jinks, Attorneys at Law (1912)
- Aunt Miranda's Cat (1912)
- A Personal Affair (1912)
- The Artist and the Brain Specialist (1912)
- Very Much Engaged (1912)
- The Angel and the Stranded Troupe (1912)
- How Father Accomplished His Work (1912)
- Partners for Life (1912)
- An Intelligent Camera (1912)
- Madame de Mode (1912)
- Marjorie's Diamond Ring (1912)
- Holding the Fort (1912)
- Bridget's Sudden Wealth (1912)
- The Stranger and the Taxicab (1912)
- Lazy Bill Hudson (1912)
- Cynthia's Agreement (1912)
- Uncle Mun and the Minister (1912)
- Outwitting the Professor (1912)
- Like Knights of Old (1912)
- Bringing Home the Pup (1912)
- For Professional Services (1912)
- A Queen for a Day (1912)
- A Doctor for an Hour (1912)
- Linked Together (1912)
- A Thrilling Rescue by Uncle Mun (1912)
- Sally Ann's Strategy (1912)
- The Totville Eye (1912)
- The Winking Parson (1912)
- No Place for a Minister's Son (1912)
- A Proposal Under Difficulties (1912)
- An Old Fashioned Elopement (1912)
- How a Horseshoe Upset a Happy Family (1912)
- The Title Cure (1913)
- The Power of Sleep (1913)
- A Serenade by Proxy (1913)
- Over the Back Fence (1913)
- How They Outwitted Father (1913)
- After the Welsh Rabbit (1913)
- All on Account of a Portrait – cortometraggio (1913)
- A Letter to Uncle Sam (1913)
- It Wasn't Poison After All (1913)
- Tea and Toast (1913)
- The Unprofitable Boarder (1913)
- Rule Thyself (1913)
- Jones Goes Shopping (1913)
- His Undesirable Relatives (1913)
- A Reluctant Cinderella – cortometraggio (1913)
- Aunty and the Girls – cortometraggio (1913)
- Newcomb's Necktie – cortometraggio (1913)
- Professor William Nutt – cortometraggio (1913)
- Don't Worry – cortometraggio (1913)
- Beau Crummel and His Bride – cortometraggio (1913)
- All on Account of a Portrait – cortometraggio (1913)
- His Mother-in-Law's Visit – cortometraggio (1913)
- A Pair of Foils – cortometraggio (1913)
- At Midnight – cortometraggio (1913)
- As the Tooth Came Out – cortometraggio (1913)
- The Romance of Rowena – cortometraggio (1913)
- The Right Number, But the Wrong House – cortometraggio (1913)
- Zeb's Musical Career – cortometraggio (1913)
- The Younger Generation – cortometraggio (1913)
- Caste – cortometraggio (1913)
- The Stolen Models – cortometraggio (1913)
- Why Girls Leave Home – cortometraggio (1913)
- Boy Wanted – cortometraggio (1913)
- Reginald's Courtship – cortometraggio (1913)
- Porgy's Bouquet – cortometraggio (1913)
- Archie and the Bell Boy – cortometraggio (1913)
- Nora's Boarders – cortometraggio (1913)
- A Good Sport – cortometraggio (1913)
- The Manicure Girl – cortometraggio (1913)
- Falling in Love with Inez – cortometraggio (1913)
- Her Face Was Her Fortune – cortometraggio (1913)
- The Girl in the Middy – cortometraggio (1914)
- On the Lazy Line – cortometraggio (1914)
- A Story of Crime – cortometraggio (1914)
- The Beautiful Leading Lady – cortometraggio (1914)
- A Four Footed Desperado – cortometraggio (1914)
- The Sultan and the Roller Skates – cortometraggio (1914)
- The Vision in the Window – cortometraggio (1914)
- Lo! The Poor Indian – cortometraggio (1914)
- In High Life – cortometraggio (1914)
- Martha's Rebellion (1914)
- A Lady of Spirits – cortometraggio (1914)
- When the Men Left Town – cortometraggio (1914)
- The Basket Habit – cortometraggio (1914)
- The Revengeful Servant Girl – cortometraggio (1914)
- Qualifying for Lena – cortometraggio (1914)
- Something to Adore, diretto da C.J. Williams – cortometraggio (1914)

- Wood B. Wedd Goes Snipe Hunting – cortometraggio (1914)

- On with the Dance – cortometraggio (1915)

- The Lady of Shalott – cortometraggio (1915)

- What Happened to Father (1915)

- Wild Oats (1919)